# Radical 83
El radical 83, representado por el carácter Han 氏, es uno de los 214 radicales del diccionario de Kangxi. En mandarín estándar es llamado　氏部, (shì　bù, «radical “clan”»); en japonés es llamado 氏部, しぶ　(shibu), y en coreano 씨 (ssi). 

## Nombres populares
- Mandarín estándar: 氏, shì, «clan».
- Coreano: 씨, ssi «linaje».
- Japonés:　氏（うじ）, uji, «apellido».
- En occidente: radical «clan».

## Galería
| Estilos antiguos                                 | Estilos antiguos                  | Estilos antiguos                        | Estilos antiguos                   | Estilos antiguos                   | Estilos empleados actualmente       | Estilos empleados actualmente  | Estilos empleados actualmente    | Estilos empleados actualmente   | Estilos empleados actualmente  |
|                                                  |                                   |                                         |                                    |                                    |                                     | 氏                             | 氏                               |                                 |                                |
| 甲骨文 jiǎgǔwén (escritura de huesos oraculares) | 金文 jīnwén (escritura de bronce) | 简帛 jiǎnbó (escritura de bambú y seda) | 篆文 zhuànwén (escritura de sello) | 篆文 zhuànwén (escritura de sello) | 隸書 lìshū (estilo de los escribas) | 楷書 kǎishū (estilo regular)   | 楷書 kǎishū (estilo regular)     | 行書 xǐngshū (estilo corriente) | 草書 cǎoshū (estilo de hierba) |
| 甲骨文 jiǎgǔwén (escritura de huesos oraculares) | 金文 jīnwén (escritura de bronce) | 简帛 jiǎnbó (escritura de bambú y seda) | 大篆 dàzhuàn (sello grande)        | 小篆 xiǎozhuàn (sello pequeño)     | 隸書 lìshū (estilo de los escribas) | 繁體／繁体 fántǐ (tradicional) | 简体／簡體 jiǎntǐ (simplificado) | 行書 xǐngshū (estilo corriente) | 草書 cǎoshū (estilo de hierba) |

## Caracteres con el radical 83

| trazos | carácter |
| ------ | -------- |
| + 0    | 氏       |
| + 1    | 氐 民    |
| + 2    | 氒       |
| + 4    | 氓       |